# Molly Kroll
Pour les articles homonymes, voir Kroll.
Molly Kroll est un personnage fictif créé par Ilene Chaiken pour la série télévisée The L Word. 
Elle est interprétée par l'actrice Clementine Ford.
Elle fait sa première apparition dans le onzième épisode de la quatrième saison et sera présente durant les saisons 4, 5 et 6.

## Molly
Elle est la fille de Leonard Kroll (Bruce Davison) et de Phyllis Kroll (Cybill Shepherd) qui est aussi sa mère dans la vraie vie. 
Molly a une relation avec Shane.

## Apparition du personnage par épisode
| Molly Kroll | Molly Kroll | Molly Kroll | Molly Kroll | Molly Kroll | Molly Kroll | Molly Kroll | Molly Kroll | Molly Kroll | Molly Kroll | Molly Kroll | Molly Kroll | Molly Kroll |
| Saison 1    | Saison 1    | Saison 1    | Saison 1    | Saison 1    | Saison 1    | Saison 1    | Saison 1    | Saison 1    | Saison 1    | Saison 1    | Saison 1    | Saison 1    |
| ----------- | ----------- | ----------- | ----------- | ----------- | ----------- | ----------- | ----------- | ----------- | ----------- | ----------- | ----------- | ----------- |
| 01          | 02          | 03          | 04          | 05          | 06          | 07          | 08          | 09          | 10          | 11          | 12          | 13          |
| -           | -           | -           | -           | -           | -           | -           | -           | -           | -           | -           | -           | -           |
| Saison 2    |             |             |             |             |             |             |             |             |             |             |             |             |
| 01          | 02          | 03          | 04          | 05          | 06          | 07          | 08          | 09          | 10          | 11          | 12          | 13          |
| -           | -           | -           | -           | -           | -           | -           | -           | -           | -           | -           | -           | -           |
| Saison 3    |             |             |             |             |             |             |             |             |             |             |             |             |
| 01          | 02          | 03          | 04          | 05          | 06          | 07          | 08          | 09          | 10          | 11          | 12          |             |
| -           | -           | -           | -           | -           | -           | -           | -           | -           | -           | -           | -           |             |
| Saison 4    |             |             |             |             |             |             |             |             |             |             |             |             |
| 01          | 02          | 03          | 04          | 05          | 06          | 07          | 08          | 09          | 10          | 11          | 12          |             |
| -           | -           | -           | -           | -           | -           | -           | -           | -           | -           | Oui         | -           |             |
| Saison 5    |             |             |             |             |             |             |             |             |             |             |             |             |
| 01          | 02          | 03          | 04          | 05          | 06          | 07          | 08          | 09          | 10          | 11          | 12          |             |
| -           | -           | -           | -           | -           | Oui         | Oui         | Oui         | Oui         | Oui         | -           | Oui         |             |
| Saison 6    |             |             |             |             |             |             |             |             |             |             |             |             |
| 01          | 02          | 03          | 04          | 05          | 06          | 07          | 08          |             |             |             |             |             |
| Oui         | -           | -           | -           | -           | -           | -           | Oui         |             |             |             |             |             |